# 褐背啄花鸟
褐背啄花鸟（学名：Dicaeum everetti）是啄花鸟科啄花鸟属的一种鳥類。這種鳥類分布于文莱、印度尼西亚和马来西亚。该物种的保护状况被评为近危。
褐背啄花鸟的栖息地包括种植园、亚热带或热带的湿润低地林、亚热带或热带的沼泽林和亚热带或热带的红树林。其體重平均約8.5公克，鳥喙寬平均3.3公釐、深平均4.1公釐、嘴峰長平均约8.8公釐；翼長约58.2公釐；跗蹠约14.7公釐；尾長约29.5公釐。

## 外部連結
- 维基共享资源上的相關多媒體資源：褐背啄花鳥
- 維基物種上的相關：褐背啄花鳥